# プルチネルラ
『プルチネルラ』（プルチネラ、プルチネッラ、伊: Pulcinella ）は、1919年から1920年にかけて制作されたバレエ・リュス（ロシア・バレエ団）のバレエ作品、または、イーゴリ・ストラヴィンスキーが同作品のために作曲したバレエ音楽およびこれに基づく管弦楽のための組曲。イタリアの古典的な仮面劇（コンメディア・デッラルテ）をテーマとしており、音楽も18世紀イタリアの楽曲が素材として用いられている。

## 制作の経過
スカルラッティの音楽による『上機嫌な婦人たち』（1917年）、ロッシーニの音楽による『風変わりな店』（1919年）と、イタリア音楽にもとづくバレエを制作してきたバレエ・リュスの主宰者セルゲイ・ディアギレフは、1919年春頃には次回作としてペルゴレージの音楽に基づくバレエを構想していた。また、ディアギレフの同性愛の相手でもあったバレエ・リュスの振付師レオニード・マシーンはナポリ滞在中にコンメディア・デッラルテに興味を持ち、サン・カルロ劇場に隣接した王宮図書館で18世紀の即興劇の台本を研究し、その動きをバレエに応用することを考えた。
こうして、ペルゴレージの音楽による、プルチネッラを主人公としたバレエを作ることを決定したディアギレフとマシーンはサンピエトロ・ア・マイエラ音楽学校の図書館に保管されていたペルゴレージの手稿や印刷譜の中から18曲を選びだし、1919年秋にストラヴィンスキーに「ハープを含む大編成管弦楽」への編曲を依頼した（当初ファリャに依頼したが断られたため、ストラヴィンスキーに頼んだ）。ストラヴィンスキーはそれまでペルゴレージについて無知だったために躊躇したが、楽譜を見て気に入り、編曲の仕事を引き受けた。
『プルチネルラ』の素材となった楽曲はかつて全てがペルゴレージ作と考えられていたが、その後の音楽研究により、他の作曲家（具体的にはドメニコ・ガロ、ウニコ・ヴィルヘルム・ファン・ヴァッセナール、カルロ・イニャツィオ・モンツァ、そして作曲当時未だ没後10年も経っていなかったアレッサンドロ・パリゾッティ）によるものも含まれていることが判明している。
ストラヴィンスキーはこれらの原曲を素材としながらも、リズムや和声は近代的なものを取り入れた独自のスタイルに作り替え、ディアギレフの意向は無視して、ハープ・打楽器はおろか、クラリネットさえ含まない合奏協奏曲風の小編成の作品とした。ストラヴィンスキーの「作曲」は、1920年4月にかけて、スイスのモルジュで行われた。
ディアギレフは完成した作品が要望通りでなかったために驚愕したがこれを了承し、大編成管弦楽を前提にしていたマシーンの振り付けは音楽に合わせたコンパクトなものに作りかえられた。
一方、『パラード』、『三角帽子』に引き続き舞台美術と衣裳を担当したパブロ・ピカソは、デザインをめぐってディアギレフと対立しながらも、月明かりに照らされるナポリの街並みと海をキュビスム風に表現した美しいセットと、コンメディア・デッラルテの伝統的を活かした衣裳を作り上げた。

## 初演
1920年5月15日、パリ・オペラ座におけるバレエ・リュスの公演で初演された。指揮はエルネスト・アンセルメ、衣装舞台セットのデザインはパブロ・ピカソ、台本と振付はレオニード・マシーンが担当した。主役のプルチネルラはマシーン自身が踊り、ヒロインのピンピネルラはタマーラ・カルサヴィナが演じた。
パリの聴衆はこの作品に魅了され、バレエ・リュスの解散まで何度も再演された。ピカソの美術も音楽に合っており、かつ美しかった。

## 音楽
『プルチネルラ』はしばしば新古典主義音楽とされ、その代表作のように言われることすらある。しかし、ペルゴレージの曲をもとにするという案はもともとストラヴィンスキーのものではなくディアギレフのものであり、また原曲の旋律をほとんどそのまま使っていて、原曲に対してストラヴィンスキーが加えた部分があまりにも少なく、作曲というよりは個性的な編曲に近い。また、リチャード・タラスキンによると、この曲にストラヴィンスキーが新たに加えた部分は新古典主義的でなく、むしろ『結婚』と同様ロシア的な特徴の強いものであり、フランス移住後に『マヴラ』を経て『八重奏曲』や『ピアノと管楽器のための協奏曲』で結実する新古典主義の作風とは異なっている。ロバート・クラフトは実際1962年にストラヴィンスキーとともにソ連を訪れてから『プルチネルラ』の中にロシアニズムを聞くようになったといっている。

## バレエ音楽（全曲版）
- 作曲：1919年 - 1920年（1965年に改訂）
- 楽器編成
フルート2、オーボエ2、ファゴット2、ホルン2、トランペット1、トロンボーン1、独奏弦五部（第1ヴァイオリン、第2ヴァイオリン、ヴィオラ、チェロ、コントラバス各1）、弦五部（第1ヴァイオリン4、第2ヴァイオリン4、ヴィオラ3、チェロ3、コントラバス3）、ソプラノ独唱、テノール独唱、バス独唱
- 演奏時間：約35分

同時期のストラヴィンスキーの舞台作品はみなそうだが、独唱が特定の登場人物と対応しているわけではない。

### あらすじ
町の娘たちは皆プルチネルラに惚れており、プルチネルラの恋人であるピンピネルラはそのことでプルチネルラと喧嘩になる。
プルチネルラに嫉妬する町の若い男たちはひそかにプルチネルラを殺す。しかし実際にはプルチネルラは死んでおらず、フルボに自分の扮装をさせて死んだふりをさせる。人々はプルチネルラの遺体を見て嘆くが、そこへ魔術師に化けた（本物の）プルチネルラがやってきて、（にせの）プルチネルラを生き返らせる。
プルチネルラを片付けたと思い込んだ男たちは、意中の娘をものにするために自らプルチネルラに変装してやってきたためにプルチネルラだらけになって混乱するが、最終的に正体のばれた男たちは娘たちと結婚し、（本物の）プルチネルラもピンピネルラと結婚する。

### 構成
1. 序曲: Allegro moderato [原曲=ガロ:トリオ・ソナタ第1番ト長調の第1楽章]
2. セレナータ: Larghetto（テノール）[原曲=ペルゴレージ:歌劇「フラミニオ」第1幕のペリドロのパストラーレ]
3. スケルツィーノ: Allegro - Poco più vivo [原曲=ガロ:トリオ・ソナタ第2番変ロ長調の第1楽章+ペルゴレージ:歌劇「フラミニオ」第3幕のケッカのカンツォーナ]
4. Allegro [原曲=ガロ:トリオ・ソナタ第2番変ロ長調の第3楽章]
5. Andantino [原曲=ガロ:トリオ・ソナタ第8番変ホ長調の第1楽章]
6. Allegro [原曲=ペルゴレージ:歌劇「妹に恋した兄」第1幕のヴァンネッラのアリア]
7. Allegretto（ソプラノ）[原曲=ペルゴレージ:カンタータ「私の瞳の光」]
8. Allegro assai [原曲=ガロ:トリオ・ソナタ第3番ハ短調の第3楽章]
9. Allegro (alla breve)（バス）[原曲=ペルゴレージ:歌劇「フラミニオ」第1幕のバスティアーノのアリア]
10. Andante（三重唱） [原曲=ペルゴレージ:歌劇「妹に恋した兄」第3幕のニーナのアリア+第3幕のアスカニオのアリオーソ]
11. Andante（テノール）- Allegro（ソプラノ・テノール）- Presto（テノール）- Larghetto [原曲=ペルゴレージ:歌劇「妹に恋した兄」第2幕のヴァンネッラのカンツォーナ]
12. Allegro alla breve [原曲=ガロ:トリオ・ソナタ第7番ト短調の第3楽章]
13. タランテラ: Allegro moderato [原曲=ファン・ヴァッセナール:コンチェルト・アルモニコ第2番（第6番）変ロ長調の第4楽章]
14. Andantino（ソプラノ）[原曲=パリゾッティ:古風なアリア]
15. トッカータ: Allegro [原曲=モンツァ:ハープシコードのための組曲第1番ホ長調から「エア」]
16. ガヴォットと2つの変奏曲 [原曲=モンツァ:ハープシコードのための組曲第3番ニ長調から「ガヴォット」]
17. Vivo [ペルゴレージ:チェロと通奏低音のためのソナタ ヘ長調から第4楽章]
18. Tempo di Minuetto（三重唱）[原曲=ペルゴレージ:歌劇「妹に恋した兄」から第1幕のドン・ピエトロのカンツォーナ]
19. 終曲: Allegro assai [原曲=ガロ:トリオ・ソナタ第12番ホ長調から第3楽章]

※原曲はディアギレフが用意した資料を写真出版したモーリーン・カーによる。

## 組曲
- 編曲：1924年[6]（1947年に改訂）
- 独唱は除かれている。その他の楽器編成は同じ。
- 演奏時間：約23分

### 構成
1. Sinfonia
2. Serenata
3. Scherzino - Allegro - Andantino
4. Tarantella
5. Toccata
6. Gavotta con due variazioni
7. Vivo
8. Minuetto - Finale

## 室内楽編曲
ストラヴィンスキーは『プルチネルラ』の音楽を基にして、以下の室内楽のための編曲も行なった。
- ペルゴレージの主題、断片及び小曲による組曲（ヴァイオリンとピアノのための）
（Suite for violin and piano, after themes, fragments, and pieces by Giambattista Pergolesi）
1925年に編曲され、ヴァイオリニストのパウル・コハンスキに献呈された[20]。5曲からなる。

1. Introduzione
2. Seranata
3. Tarantella
4. Gavotta con due variazioni
5. Minuetto e Finale

- イタリア組曲（チェロとピアノのための）
（Suite italienne）
1932年編曲（ピアティゴルスキーと共同）。5曲からなる。

1. Introduzione
2. Serenata
3. Aria
4. Tarantella
5. Minuetto e Finale

- イタリア組曲（ヴァイオリンとピアノのための）
（Suite italienne）
1933年編曲（ドゥシュキンと共同）。6曲からなる。

1. Introduzione
2. Serenata
3. Tarantella
4. Gavotte con due variazioni
5. Scherzino（原曲版のScherzinoではなく、Prestoの編曲）
6. Menuetto e Finale